# Amaurobius longipes
Amaurobius longipes är en spindelart som beskrevs av Thaler och Knoflach 1995. Amaurobius longipes ingår i släktet Amaurobius och familjen mörkerspindlar.
Artens utbredningsområde är Grekland. Inga underarter finns listade i Catalogue of Life.